# Swan Song Records
Swan Song Records was een platenlabel dat op 10 mei 1974 werd opgericht door de Engelse rockband Led Zeppelin. Het werd geleid door Peter Grant, de toenmalige manager van Led Zeppelin en werd door de band gebruikt om eigen werk uit te brengen. Daarnaast werden er artiesten gecontracteerd die bij de grote platenlabels geen onderdak vonden. Het besluit om een eigen label op te richten kwam nadat Led Zeppelins vijfjarig contract met Atlantic eind 1973 afliep. Atlantic bleef uiteindelijk wel verantwoordelijk voor de distributie.
Artiesten die werk uitgaven op het Swan Song label waren onder andere, naast Led Zeppelin zelf, en soloalbums van de bandleden Jimmy Page en Robert Plant, Bad Company, The Pretty Things, Dave Edmunds, Maggie Bell en Sad Café. Het label staakte in 1983 zijn activiteiten, maar is nog wel betrokken bij heruitgaven van muziekmateriaal.
Het logo was een ontwerp van de Britse ontwerpgroep Hipgnosis op basis van een schilderij uit 1869 van de Amerikaanse kunstenaar William Rimmer, en stelt de god Apollo voor.

## Geschiedenis
In januari 1974 kwam Led Zeppelin met Atlantic overeen om Swan Song Records op te richten. De oprichting werd gevierd met feesten in New York en Los Angeles. Op 31 oktober 1974 werd er een groot feest georganiseerd in de grotten van Chislehurst in Kent, ter ere van het verschijnen van het eerste album op Britse grond van het label, Silk Torpedo van de Engelse rockband The Pretty Things. Op 26 juni van dat jaar was het album Bad Company, van de Britse hardrockband Bad Company, de eerste uitgave in de Verenigde Staten.
Op 5 april 1975 stonden er vier Swan Song albums in de Amerikaanse Billboard 200, Bad Company (nr. 82), Silk Torpedo (nr. 114), Physical Graffiti (nr. 1) en Suicide Sal (nr. 185). Het label financierde ook filmprojecten, waaronder Monty Python and the Holy Grail in 1975. Tijdens een interview dat Jimmy Page en Robert Plant in 1975 gaven aan de Amerikaanse muziekjournalist Cameron Crowe, van het muziektijdschrift Rolling Stone, zei Page over het label:

We hebben een aantal goede artiesten binnen gehaald. Ik vind het album van The Pretty Things buitengewoon goed, echt briljant! We hebben het label niet enkel en alleen opgericht om eigen werk uit te geven. De opzet was om andere artiesten de kans te geven zich te ontwikkelen. Het is een opstapje voor hun, en niet voor ons, om net iets meer geld te verdienen dan dat ze in het verleden deden. 

In 1977, tijdens een interview met Dave Schulps van het tijdschrift Trouser Press, zei Page:

We hebben er lang over na gedacht, en wisten dat als we een label op zouden richten, we ons niet bezig zouden houden met al het gedoe rond albumhoezen en dat soort dingen. We hadden dat zelf ook allemaal meegemaakt en dat gaf alleen maar een hoop ergernis. We wilden een label oprichten waarbij de artiest in kwestie dat zelf kon invullen, zonder bemoeienes van anderen. We zochten dus artiesten die precies wisten wat ze wilden, zoals The Pretty Things. Hun albums waren echt heel goed. 

Artiesten die bij Swan Song onder contract stonden maar nooit albums uitgaven, waren onder andere: Metropolis (met ex-leden van The Pretty Things), The Message (met toekomstige Bon Jovi leden Alec John Such en Richie Sambora) en Itchy Brother (met toekomstige leden van The Kentucky Headhunters). Artiesten die Swan Song graag onder contract had willen hebben, waren Roy Harper en bluesgitarist Bobby Parker. Zij kozen echter voor andere labels. Toen de Swan Song kantoren en archieven in 1983 werden opgeruimd, kwamen er oude demo's tevoorschijn van Iron Maiden, Heart en Paul Youngs band, Q-Tips.
In oktober 1983 werd het label, als gevolg van het uiteenvallen van Led Zeppelin in 1980 (na de dood van drummer John Bonham) en Peter Grants gezondheidsproblemen, opgeheven. Robert Plant besloot een eigen label op te richten, Es Paranza Records, terwijl Jimmy Page terugkeerde naar Atlantic Records.

## Personeel
- Peter Grant - Algemeen directeur (1974-1983)
- Danny Goldberg - Directeur VS (1974-1976)
- Abe Hoch - Directeur UK (1974-1976)
- Alan Callan - Directeur (1977-1983)
- Led Zeppelin - Uitvoerende producenten
- Phil Carson - Contactpersoon Atlantic Records
- Stevens H. Weiss - Advocaat (VS)
- Joan Hudson - Advocaat (UK)
- Mark London - Hoofd beveiliging
- John Bindon - Beveiliger (1977)

## Discografie
| Verschijningsdatum | Album                      | Artiest           |
| ------------------ | -------------------------- | ----------------- |
| 26 juni 1974       | Bad Company                | Bad Company       |
| 1 november 1974    | Silk Torpedo               | The Pretty Things |
| 24 februari 1975   | Physical Graffiti          | Led Zeppelin      |
| April 1975         | Suicide Sal                | Maggie Bell       |
| 2 april 1975       | Straight Shooter           | Bad Company       |
| December 1975      | Savage Eye                 | The Pretty Things |
| 21 februari 1976   | Run with the pack          | Bad Company       |
| 31 maart 1976      | Presence                   | Led Zeppelin      |
| 22 oktober 1976    | The Song Remains the Same  | Led Zeppelin      |
| 3 maart 1977       | Burnin' sky                | Bad Company       |
| April 1977         | Detective                  | Detective         |
| April 1977         | Get It                     | Dave Edmunds      |
| April 1978         | It Takes One to Know One   | Detective         |
| 8 september 1978   | Tracks on Wax 4            | Dave Edmunds      |
| 17 maart 1979      | Desolation angels          | Bad Company       |
| 8 juni 1979        | Repeat When Necessary      | Dave Edmunds      |
| 15 augustus 1979   | In Through the Out Door    | Led Zeppelin      |
| Oktober 1980       | Sad Café                   | Sad Café          |
| Februari 1981      | Midnight Flyer             | Midnight Flyer    |
| 20 april 1981      | Twangin...                 | Dave Edmunds      |
| November 1981      | The Best of Dave Edmunds   | Dave Edmunds      |
| Februari 1982      | Rock 'n' Roll Party        | Midnight Flyer    |
| 15 februari 1982   | Death Wish II (soundtrack) | Jimmy Page        |
| 28 juni 1982       | Pictures at eleven         | Robert Plant      |
| Augustus 1982      | Rough diamonds             | Bad Company       |
| 19 november 1982   | Coda                       | Led Zeppelin      |
| 1983               | Wildlife                   | Wildlife          |

John Bonham · John Paul Jones · Jimmy Page · Robert Plant